# Четыре пражские статьи
Четыре пражские статьи название гуситской политической и религиозной программы, единой для умеренной («пражской») и «таборитской» фракций сторонников религиозного реформатора Яна Гуса. Программа была составлена на теологическом факультете Пражского университета в ходе диспутов в 1417—1420 гг., и представлена в составе народного манифеста 27 мая 1420 королю Сигизмунду.

## Описание
Пражские статьи, основанные на учении Яна Гуса, были направлены на реформирование католической церкви в Богемии, населённой в основном чехами, на лишение контролируемой римскими папами чешской церкви экономического и светского могущества, на утверждение свободы вероисповедания.
Основное содержание:
- Свобода проповедования «Слова Божьего»
- Причащение мирян под обоими видами: не только хлебом, но и вином (чашей — откуда пошло название «чашники»)
- Запрет священникам быть одновременно представителем светской власти (это означало лишение церкви права владеть имуществом)
- Суровые наказания за смертные грехи (при этом к грехам причислялись и практикуемые католической церковью продажа индульгенций, продажа церковных должностей, и т. д.)

В урезанном виде и с оговорками, «уничтожавшими их смысл», легли в 1433 году в основу Пражских компактатов.